# 王治来
王治来（1930年5月6日—2019年2月4日），男，湖南衡山县人，中国历史学家。湖南师范大学教授。主要研究中亚历史，著有《中亚史》、《中亚通史》、《中亚史纲》、《中亚近代史》。

## 生平
1930年5月6日（阴历四月初八日），王治来出生。1937年，进入小学读书并于1942年入南岳私立岳云中学求学。1945年2月，王治来转入衡山县立中学学习。1946年，王治来又转入国立师范学院附中高七班。1949年，考入湖南大学中文系念书，1950年5月志愿参加中国人民解放军。王治来先在东北军区政治部政治文化干部训练大队，后转至长春学习理论。毕业后，任东北军区政治文化干部学校政治部宣传科干事和理论教员；1953年调东北军区政治部宣传部宣传科任见习助理员。1954年9月重新考入北京大学历史系。1959年9月毕业后，被分配到中国科学院新疆分院新疆民族研究所古代史研究室工作。
文化大革命中王治来曾利用时间整理校注《拉失德史》。1972年1月至4月，王治来又前往阿勒泰地区参加牧区调查。1975年起，王治来开始编写《中亚史》并参与编写《新疆简史》第一册。1979年，王治来出席在天津召开的中亚文化研究协会成立大会，被选为常务理事。1980年，《新疆简史》第一册由新疆人民出版社出版；同年，二十二万字的《中亚史》第一卷由中国社会科学出版社出版。1981年新疆社会科学院成立后，王治来担任副研究员。1982年6月，王治来由中国科学院和教育部派遣赴巴黎，出席国际合编《中亚文明史》编辑工作会议，期间用英文草拟了该书第六卷的编写提纲。1983年12月，调至湖南师范学院历史系任副教授。1985年，王治来升任教授。1987年，王治来加入中国民主促进会，后历任中国民主促进会湖南省委员会常务委员、副主任委员，第六届湖南省政协常委兼政协学习委员会副主任，第八届湖南省人大常委，全国中外关系史学会常务理事，湖南省世界史理事会理事长，湖南省史学会副理事长等职务。1998年12月，王治来退休。1999年，王治来获得国务院特殊津贴并于2003年3月被聘为湖南省文史馆馆员。
2019年1月因病在中医研究院住院治疗。同年2月4日14点50分因病医治无效逝世。

## 荣誉
1993年7月被中共湖南省委宣传部评为“优秀理论工作者”，1998年2月被授予“湖南省荣誉社会科学专家”称号，1992年10月获评为国务院政府特殊津贴专家。